# Cuves (Manche)
Cuves ist eine französische Gemeinde mit 263 Einwohnern (Stand: 1. Januar 2022) im Département Manche in der Region Normandie. Sie gehört zum Arrondissement Avranches und zum Kanton Isigny-le-Buat. 

## Lage
An Cuves fließt die Sée vorbei. Die Gemeinde grenzt im Westen und im Norden an Saint-Laurent-de-Cuves, im Nordosten an Saint-Pois, im Osten an Le Mesnil-Gilbert, im Südosten an Le Mesnil-Adelée (Berührungspunkt) und im Süden an Les Cresnays.

## Bevölkerungsentwicklung
| Jahr      | 1962 | 1968 | 1975 | 1982 | 1990 | 1999 | 2008 | 2018 |
| --------- | ---- | ---- | ---- | ---- | ---- | ---- | ---- | ---- |
| Einwohner | 508  | 474  | 424  | 349  | 297  | 360  | 357  | 281  |

## Sehenswürdigkeiten
- Kirche Saint-Denis

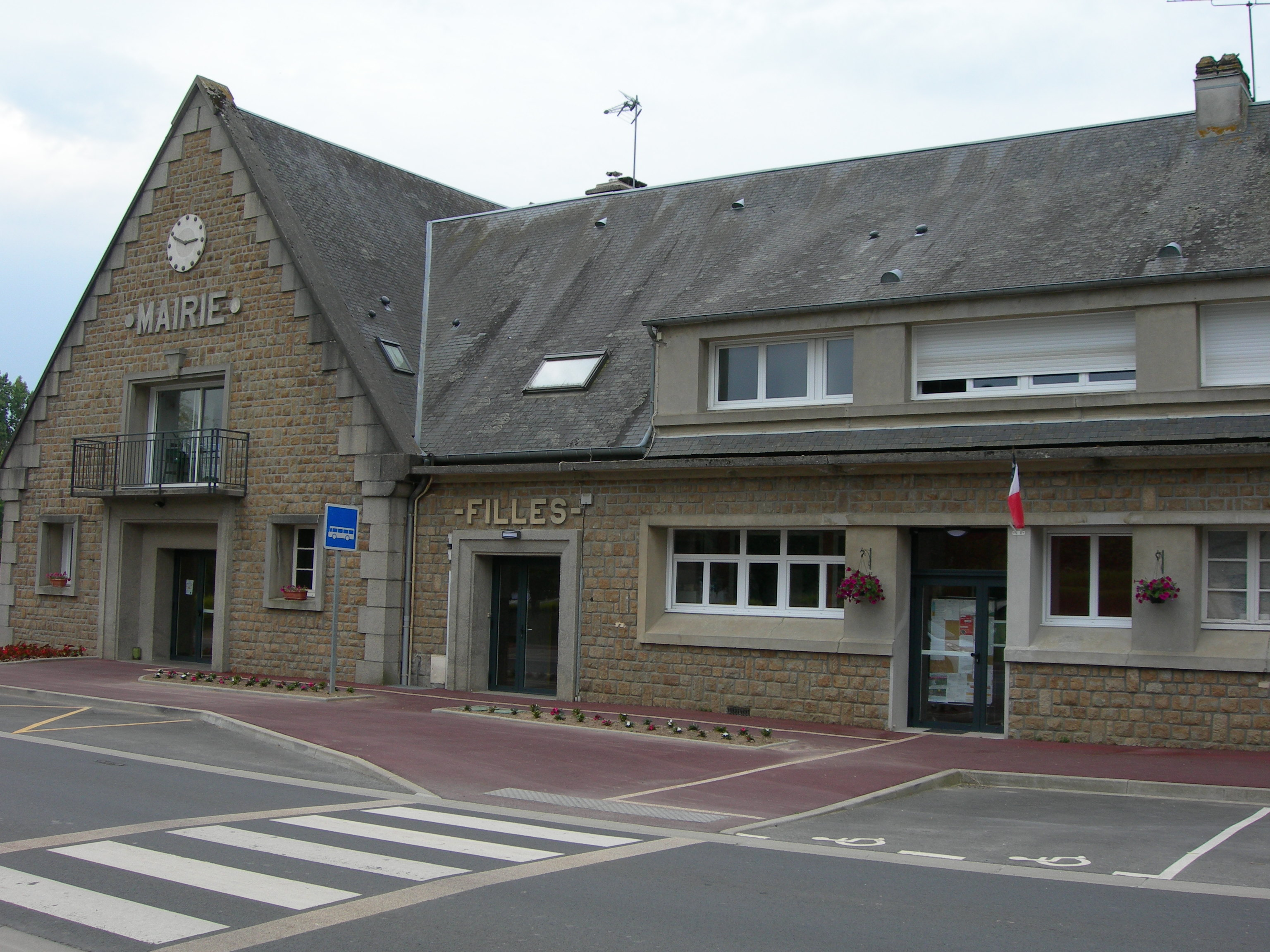
Mairie von Cuves
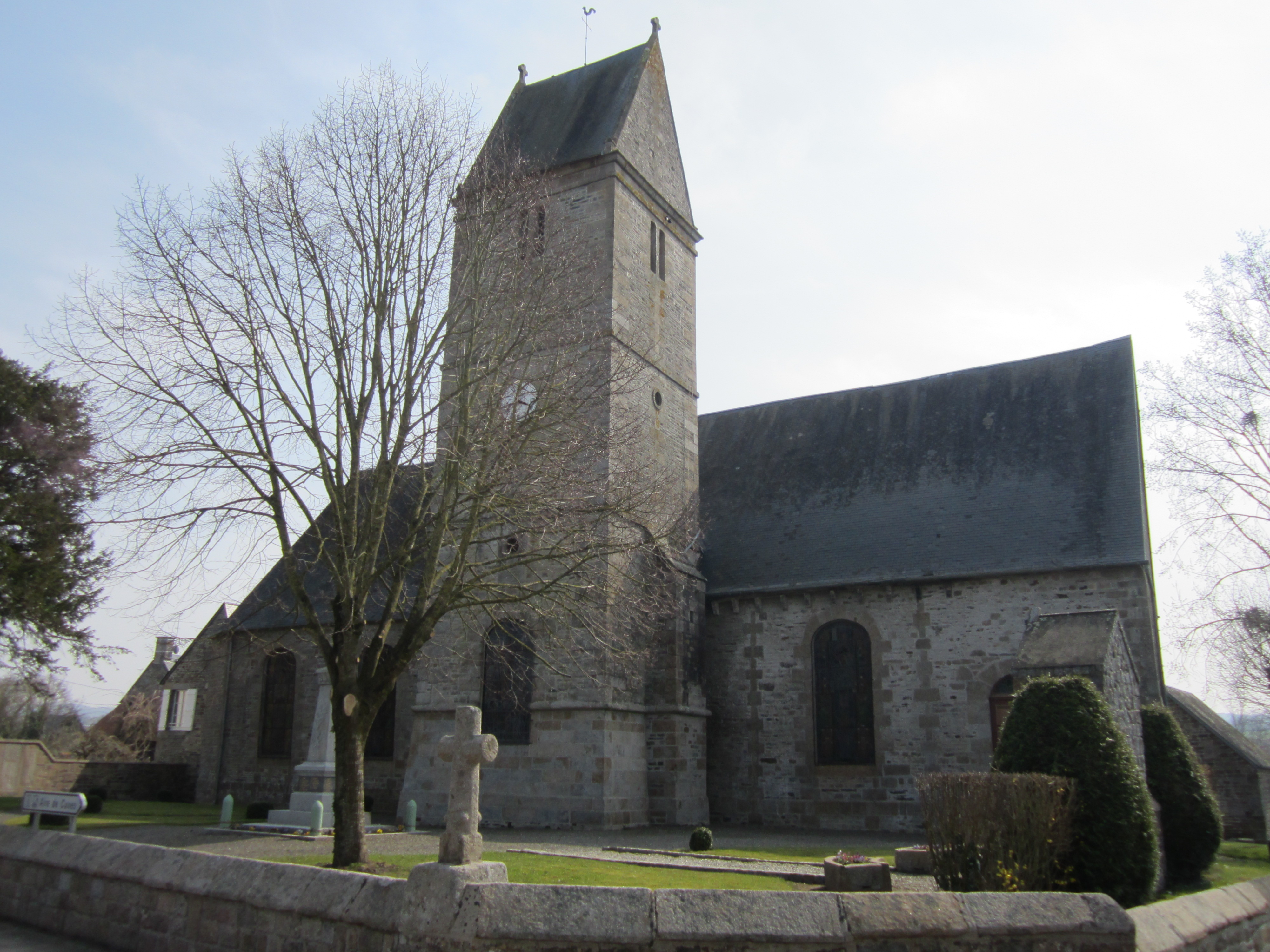
Kirche Saint-Denis
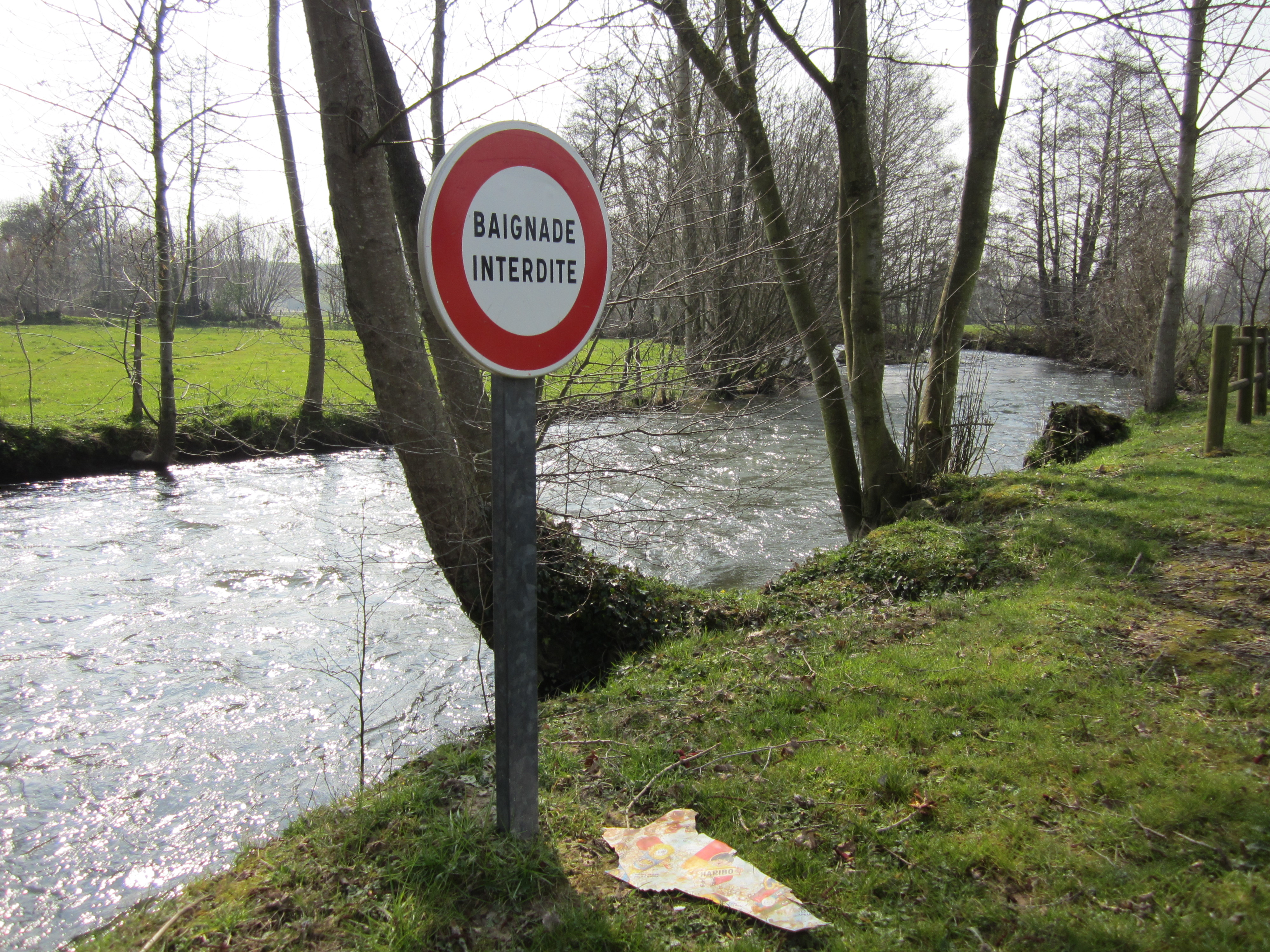
Sée bei Cuves